# Zalužnica
Zalužnica falu Horvátországban Lika-Zengg megyében. Közigazgatásilag Vrhovinéhez tartozik.

## Fekvése
Otocsántól légvonalban 9 km-re, közúton 10 km-re keletre, községközpontjától 6 km-re nyugatra az Otocsánból Korenicára vezető 52-es számú főút mentén fekszik.

## Története
Zalužnica területe már az i. e. 1400 körüli időben a középső és a késő bronzkor idején is lakott volt. A Vatinovac hegy alatti Bezdanjača barlangban a falutól 4 km-re keletre emberi maradványokat és használati tárgyakat találtak. A barlang két részből állt. Egyik része lakóhely céljára, a másik temetkezésre szolgált. Ez az egyik legnagyobb barlangi temető a Lika területén több mint 250 csontvázzal. A falu területe a horvát királyok idejében a legősibb horvát megyéhez, Gackához tartozott. A 13. század végétől a Frangepánok uralma alá került. 1449-ben a család birtokainak megosztásakor ezt a területet Frangepán Zsigmond kapta. 1663. szeptember 16-án a Zrínyi Péter és Frangepán Ferenc Kristóf vezette négyezer fős horvát sereg a mai Zalužnicánál egy hegyszorosban nagy küzdelemben aratott győzelmet Ali pasa mintegy nyolcezer fős serege felett. A török vesztesége 2700 halott és 370 fogoly volt, a többieket kiűzték az országból. A győzelem jelentőségét fokozza, hogy a török ezután már nem kísérletezett a Gacka vidékének elfoglalásával. A biztonságossá vált területre megkezdődhetett a lakosság betelepítése. A falu lakói a 17. században a török által elfoglalt területekről betelepített pravoszláv vallású vlachok leszármazottai, akik 1800 után szerbeknek nyilatkoztatták ki magukat. 1770-ben felépítették itteni templomukat. A katonai határőrvidék megszüntetése után a nagy területű Vrhovine község része lett, melyhez a Plitvicei-tavak vidéke is hozzá tartozott. A falunak 1857-ben 994, 1910-ben 1160 lakosa volt. A trianoni békeszerződésig Lika-Korbava vármegye Otocsáni járásához tartozott. Ezt követően előbb a Szerb-Horvát-Szlovén Királyság, majd Jugoszlávia része lett. 1991-ben alakult meg újra az önálló Vrhovine község, melynek Zalužnica is része lett és amelynek szerb lakossága még ez évben a Krajinai Szerb Köztársasághoz csatlakozott. A horvát hadsereg 1995. augusztus 6-án a Vihar hadművelet keretében foglalta vissza a község területét. A harcok során az otocsáni 133. brigád 19 horvát katonája esett el a falu közelében. Tiszteletükre a faluban emlékművet állítottak. A falunak 2011-ben 220 lakosa volt.

## Lakosság
| Lakosság változása | Lakosság változása | Lakosság változása | Lakosság változása | Lakosság változása | Lakosság változása | Lakosság változása | Lakosság változása | Lakosság változása | Lakosság változása | Lakosság változása | Lakosság változása | Lakosság változása | Lakosság változása | Lakosság változása | Lakosság változása |
| ------------------ | ------------------ | ------------------ | ------------------ | ------------------ | ------------------ | ------------------ | ------------------ | ------------------ | ------------------ | ------------------ | ------------------ | ------------------ | ------------------ | ------------------ | ------------------ |
| 1857               | 1869               | 1880               | 1890               | 1900               | 1910               | 1921               | 1931               | 1948               | 1953               | 1961               | 1971               | 1981               | 1991               | 2001               | 2011               |
| 994                | 1.116              | 1.065              | 1.120              | 1.141              | 1.160              | 1.198              | 1.159              | 902                | 872                | 791                | 717                | 571                | 518                | 98                 | 220                |

## Nevezetességei
- Szent Péter és Pál apostolok tiszteletére szentelt szerb pravoszláv temploma[4] 1770-ben épült egy régebbi templom alapjain. 1938-ban, a felújítás során a harangtorony gúla alakú sisakját magas nyolcszögletű kupoladobra cserélték. A második világháború idején súlyosan megrongálódott. 1987-ben megújították. A templom a főút mentén sík területen található. Egyhajós, keletelt tájolású, téglalap alaprajzú, ötszögletű apszisos épület, főhomlokzat előtti harangtoronnyal. A templom értékes berendezéssel rendelkezik. Zalužnica parókiájához tartoznak még Čelina, Brakusova Draga és Podhum települések.
- A templom mögött található a részben turisták számára is járhatóvá tett "Pećina"-barlang. A barlang bejáratát természetes kövekből rakták ki és a száraz időszakban júniustól novemberig látogatható. A bejárattól könnyen lehet lejutni a mintegy száz méter mélységben levő barlangi tóhoz. A tavat régen a falusiak állandó vízforrásként használták, vize ma is iható. Késő ősztől nyár elejéig tartó csapadékos időszakban a tó vízszintje megemelkedik és a bejáraton átömölve mintegy öt kilométer hosszú patak lesz belőle, amely a szomszédos Sinacnál ömlik a Gacka folyóba.
- A falutól 4 km-re keletre Vrhovine irányában található a Bezdanjača barlang, ahol bronzkori emberi maradványokat és használati tárgyakat találtak. A barlang két részből állt. Egyik része lakóhely céljára, a másik temetkezésre szolgált. Az ember akkor már szelídített állatok (szarvasmarhák, juhok, kecskék, kutyák) között élt és gabonát termesztett. A leletek betekintést nyújtanak az akkor itt élt emberek életébe, akik a térség őslakosságának az illíreknek az elődei voltak
- A honvédő háború horvát áldozatainak emlékműve.